# Oskar Jan Tauschinski
Oskar Jan Tauschinski (geboren 8. Juni 1914 in Żabokruki, Galizien, Österreich-Ungarn; gestorben 14. August 1993 in Wien) war ein österreichischer Schriftsteller und Übersetzer.

## Leben
Tauschinski kam durch seine Beziehung zur 27 Jahre älteren Dichterin Alma Johanna Koenig mit den literarischen Kreisen Wiens in Berührung. Als polnischer Staatsangehöriger musste Tauschinski nach seinem Studium in Wien 1938 in die polnische Armee einrücken, geriet in deutsche Kriegsgefangenschaft und wurde 1940 nach Wien entlassen. 1944 war er in Gestapohaft. Nach Kriegsende zunächst als Keramiker tätig, wandte er sich bald der Schriftstellerei zu und war Herausgeber und Übersetzer aus dem Polnischen und Amerikanischen. Tauschinski verfasste v. a. Romane, Erzählungen, Kinder- und Jugendbücher. Sein literarisches Werk wurde mehrfach ausgezeichnet, u. a. mit dem Staatspreis für Jugendliteratur (1957 und 1962), dem Theodor-Körner-Preis (1955 und 1961) und dem Jugendbuchpreis der Stadt Wien (1962). Von 1952 bis 1979 arbeitete er als Lektor und Herausgeber im „Österreichischen Buchklub der Jugend“. Neben seiner literarischen Eigentätigkeit wirkte er verdienstvoll als Übersetzer (unter anderem polnische Lyrik) sowie als Nachlassverwalter und Herausgeber der Werke von Alma Johanna Koenig, Helene Lahr und Marlen Haushofer.
Zur Erinnerung an Alma Johanna Koenig stiftete Tauschinski 1957 den Alma-Johanna-Koenig-Preis, der bis 1987 im Abstand von fünf Jahren vergeben wurde.
Tauschinski wurde auf dem Wiener Zentralfriedhof, Gruppe 4, Reihe 61, Nr. 3 bestattet.

## Schriften (Auswahl)
- Talmi. Roman. Erschien 1952 in Fortsetzungen in der Wiener Arbeiter-Zeitung. (Buchausgabe: Kreisselmeier, Icking u. a. 1963. Wieder: Herausgegeben und mit einem Nachwort von Evelyne Polt-Heinzl. Wien Edition Atelier 2016, ISBN 978-3-99065-018-9).
- Wer ist diese Frau? Paulus Verlag, Recklinghausen 1955, (Als Taschenbuch unter dem Titel: Madame Curie. Der Lebensweg einer außergewöhnlichen Frau (= Goldmanns Jugend-Taschenbücher. 33, ZDB-ID 2527650-5). Goldmann, München 1972).
- Zwielichtige Geschichten (= Neue Dichtung aus Österreich. 38, ZDB-ID 1364044-6). Bergland, Wien 1957.
- Die Liebenden sind stärker. Ein Suttner-Roman. Österreichischer Bundesverlag, Wien u. a. 1962.
- Friede ist meine Botschaft. Bertha Suttners Leben und Werk (= United World Library. 2, ZDB-ID 1493584-3). Österreichischer Bundesverlag u. a., Wien 1964.
- Gehorsamster Diener, Herr Autor! In: Sprache im technischen Zeitalter. Nr. 21/22, 1967, S. 22–26.
- Zwischen Wienfluss und Alserbach. Mariahilf, Neubau, Josefstadt. Ein Bildband. Jugend & Volk, Wien u. a. 1968.
- Der Jüngling im Baumstamm. Märchen und Volkssagen aus Polen. Illustriert von Frizzi Weidner. Jugend & Volk, Wien 1969.
- Die neue Phase in Marlen Haushofers Prosa. In: Literatur und Kritik. Nr. 47/48, 1970, S. 483–488.
- als Herausgeber: Der Eisstoss. Erzählungen aus den sieben verlorenen Jahren Österreichs. Verlag Jungbrunnen, Wien u. a. 1972, (2., ergänzte Auflage. Verlag Jungbrunnen, Wien u. a. 1984, ISBN 3-7026-4900-X).
- Die Variation. Roman. Österreichische Verlagsanstalt, Wien 1973.
- Die lyrische Autobiographie der Alma Johanna Koenig. In: Literatur und Kritik. Nr. 72, März 1973, S. 65–77.
- Der Spiegel im Brunnen. Alte Geschichten, erzählt von denen, die sie erlebt haben. Illustriert von Helga Lauth. Verlag Jungbrunnen, Wien 1974.
- Die bunten Flügel. 7 Operngeschichten. Verlag Jungbrunnen, Wien u. a. 1979, ISBN 3-7026-5504-2.
- Sakrileg. Novelle. Illustriert von Harry Jürgens. Union-Verlag, Berlin 1983.
- Die geheimen Tapetentüren in Marlen Haushofers Prosa. In: Anne Duden, Jeannie Ebner, Irmela von der Lühe et al.: „Oder war da manchmal noch etwas anderes?“ Texte zu Marlen Haushofer. Verlag Neue Kritik, Frankfurt am Main 1986, ISBN 3-8015-0206-6, S. 141–166.
- Kaddisch für eine Dichterin. In: Mit der Ziehharmonika. Zeitschrift der Theodor Kramer Gesellschaft. Jg. 9, Nr. 2, 1992, ISSN 1563-3438, S. 1–4.